# LAREINE
LAREINE（ラレーヌ）は、日本のヴィジュアル系ロックバンド。1999年、シングル「fiançailles 〜フィアンサーユ〜」でSME Recordsからメジャーデビューを果たした。
メジャーからアルバムを1枚発表後、ヴォーカルのKAMIJOが自らの主宰するレーベルを設立、活動の場をインディーズに戻した。しばらくの活動休止時期を挟みながらも、KAMIJO自身の語る「究極の期待通り」という言葉に相応しい、徹底したスタイルを貫いていたが、2006年10月31日、結成から10年以上にわたる活動に幕を降ろした。

## 概要
初期は「現代に舞い降りた花の化身」というコンセプトで活動し、リリーとジェレミーの物語を絵描いていた。活動再開後はコンセプトを「THE WORLD OF ROMANCE」と改める。アニメ『ベルサイユのばら』の主題歌「薔薇は美しく散る」（原曲歌唱：鈴木宏子）をカヴァーしており、インディーズでリリースされた『LILLIE CHARLOTTE』と、メジャー4作目のシングル「薔薇は美しく散る」内の表題曲に収録されている。特に後者は、原作者の池田理代子がCDジャケットに書き下ろしのイラストを提供し、コーラスとしても参加している。

## 来歴
1994年11月、MALICE MIZERのスタッフとして知りあったKAMIJO（当時SHOKI）とMAYUを中心にLALIENEが結成される。
- 結成時メンバー
  - SHOKI(Vo.)/MAYU(Gt.)/SAKUREU(Gt.)/鏡花(Dr.)

しかし、当時のリーダーであるメンバーSAKUREUとの音楽性の違いにより、MAYUが脱退。入れ違いで雑誌のメンバー募集告知に応募してきたEMIRUが加入する。その形態でデモテープを制作後(1stデモ)、SAKUREUが脱退し、MAYUが復帰。1995年10月にDr.鏡花、Gt.hironoが脱退。後任にMALICE MIZERのスタッフだったMACHIが11月18日に加入する。
- 1996年6月 - AKIRA加入。
- 1997年4月28日 - AKIRA脱退。
- 1998年8月1日 - 全国ワンマンツアー「TOUR "Freur" 1998 〜白鳥と追想〜」を札幌より開始。
- 1998年9月27日 - 日本青年館でツアーファイナル「TOUR "Freur" 1998 〜湖底に眠る永遠の花園〜」を行う。
- 1999年3月26日 - ツアー"Métamorphose"のファイナルとして渋谷公会堂でワンマンライブを開催。
- 1999年5月26日 - シングル『fiançailles 〜フィアンサーユ〜』でSME Recordsよりメジャーデビュー。
- 1999年7月18日 - 全国ワンマンツアー「TOUR "Le vent express" 1999」を徳島より開始。
- 1999年8月22日 - 中野サンプラザでツアーファイナル「TOUR "Le vent express" destination」を行う（2DAYS）。
- 2000年8月6日 - 赤坂BLITZ。このライブを最後にKAMIJO以外のメンバーが脱退。
- 2000年 - KAMIJO主宰のレーベル・APPLAUSE RECORDSが設立される。
- 2001年1月5日 - スタジオ・ミュージシャンを迎えてライブを行う。
- 2001年3月26日 - 活動休止。KAMIJOはMAYUとNEW SODMYを結成。

2002年10月30,31日に行われたAPPLAUSE RECORDSの主催する恒例のハロウィンライブイベント「HALLOWEEN PARTY "怪夜に集え、美しき羊達"」にて、突如KAMIJO、MAYU、EMIRU、MACHIの4人がステージに現れLAREINEの楽曲を演奏する。その後、LAREINE名義でMAYU、EMIRU、MACHIをゲストプレイヤーとして迎えたアルバム『ETUDE』とその先行シングル『蝶の花 / レッスン』を11,12月に発売。活動休止からちょうど2年目に当たる2003年3月26日にSHIBUYA-AXにて復活ライブを行い活動を再開することを発表した。
2003年年明けより「IMAGE CONCERT TOUR 再会のエチュード」と題し各地で2000年の赤坂BLITZのライブビデオ上映と復活会見を行い、2003年3月26日、3度目のレコーディングとなったシングル『再会の花』とインディーズ期の音源を集めた2枚のベスト・アルバム「Reine de fleur」を発売すると共に、SHIBUYA-AXにて「再会の花」と題された復活ワンマンライブを決行する。ステージにはKAMIJOの他、ベースにEMIRU、ドラムにRIBBONで活動を共にしていたKAZUMI、ギターにNEW SODMYのサポートをしていたMOTOKIが立った。
※MACHIをなぜ再結成のメンバーにしなかったかは、当時MACHIがプロジェクトとして活動していた「Chantons L'amour」をしていたため、KAMIJOが「彼は自分の道を見つけたから」という理由で強くは誘わなかったという。
このことは後の雑誌で明らかにしている。
復活に際してKAMIJOは、あくまでも一人での復活であって元メンバーには手伝ってもらおう程度の認識でしかなかったが、当時のRIBBONの状況もあってEMIRUの再加入が決まり、ドラムも最初はMACHIにサポートを頼んでいたものの、MACHI自身からKAZUMIの名が出され、MACHIが既に別の道を見ていたということもあってKAZUMIの加入が決定。ギタリストに関しては、MAYUが「LAREINEをやりたい気持ちはあるがNEW SODMYを途中で脱退した手前、気持ちに整理がつくまで参加することが出来ない」と言うような旨を伝えていたらしく復活ライブには現れなかったが、同年5月17日の名古屋公演にて復帰している。
- 2006年3月 - KAZUMI脱退。
- 2006年10月1日 - MAYUが7月に失踪し活動が不可能になったことを理由に、無期活動休止を発表。
- 2006年10月31日 - KISAKIとKAMIJO共同主催のハロウィンイベントへの出演を最後に、活動を停止した。
- 2007年2月 - KAMIJOとEMIRUの2人で都内にて展示会を開催。
- 2015年12月28日 - KAMIJOのソロツアーファイナル「KAMIJO World Tour 2015 -20th ANNIVERSARY BEST- JAPAN FINAL」にて、KAMIJO、EMIRU、MAYU、MACHIの4人で一夜限りの再結集を果たした。

## メンバー

### LAREINE時代のメンバー
- KAMIJO（1994年 - 2006年、2015年）
7月19日生まれ、O型、173cm、好きな色は紺、花は薔薇（青）、神奈川県出身
ヴォーカリスト兼バンマスであり、結成から解散まで通して所属している唯一のメンバー。大半の楽曲の作詞を担当し、メインソングライターでもある。ほとんどの楽曲のシーケンスプログラミングも行う。
2013年1月26日にオフィシャルブログでの発表により、ソロ活動を開始[2]
- MAYU（1994年 - 2000年、2003年 - 2006年、2015年）
8月3日生まれ、AB型、170cm、好きな色は紫、花は百合、埼玉県出身
ギタリスト。
- EMIRU（1994年 - 2000年、2003年 - 2006年、2015年）
4月7日生まれ、A型、171cm、好きな色はピンク、花はマーガレット、東京都出身
ベーシスト。
ANUBISにてRUN名義で活動後、ソロ活動。
- MACHI（1995年 - 2000年、2015年）
5月25日生まれ、A型、173cm、好きな色は赤、花は薔薇（赤）、福岡県出身
ドラマー。
Chanton Lamourというソロ・プロジェクトにて活動中。
- KAZUMI（2003年 - 2006年）
9月30日生まれ、O型、181cm、好きな色は赤、花はストレリチア、茨城県出身
ドラマー。
音楽業界を引退している。
- AKIRA（1996年 - 1997年）
ギタリスト。
脱退後はD+Lなどで活動していたが、音楽業界を引退している。

### LALIENE時代のメンバー
- SAKUREU
ギタリスト（LALIENEの名付け親であり、当時のリーダー）
- hirono
ギタリスト（LALIENE時代）
- 鏡花
ドラマー（LALIENE時代）
脱退後は、Eliphas LeviやCupidなどで活動していた。

## ディスコグラフィ

### デモテープ
- laliene （1995.3.29）
- 2ND DEMO （1995.8.22）
- 月夜の歌劇 （1996.713）
- MIST （1997.4.28）

### シングル
- 再会の花　※配布（1996.3.26）
- ROMANCIA ※配布（1997.4.27/28）
- 憂いの花が綴る愛 ※配布青盤（1998.3.14）会場限定赤盤（1998.3.22 - ）
- Fleur 限定盤（1998.4.21）通常盤（1998.5.10）
- Métamorphose （1998.12.18）オリコン週間チャート50位
- 青い鳥の行方　※配布（1999.3.26）
- fiançailles 〜フィアンサーユ〜 初回盤ビデオ付（1999.5.26）通常盤（1999.6.2）オリコン週間チャート21位
- Billet 〜幼き夏の便箋 （1999.8.25）オリコン週間チャート30位
- 冬東京 （1999.12.15）オリコン週間チャート29位
- 薔薇は美しく散る／あの人の愛した人なら （2000.2.9）オリコン週間チャート40位
- GRAND PAIN 初回盤ビデオ付（2000.10.12）　通常盤（2000.10.18）オリコン週間チャート64位
- 蝶の花／レッスン （2002.11.27）オリコン週間チャート119位
- 再会の花 （2003.3.26）
- Scarlet Majesty （2003.7.30）
- With Present Letos ※会場・通販限定（2003.11.16）
- 白蝶 （2003.12.24）(2006.8.24)2nd Press ※限定500枚
- 眠れぬ恋は真珠 ※配布（2004.3.26 東京キネマ俱楽部）
- 月の狩人 ※配布（2004.5.1　東京キネマ俱楽部）
- Trailer （2004.7.19）
- THEME OF ROMANCE ※会場限定応募券引換CD　男性ver.（2004.7.22 - 8.20）　女性ver.（2004.7.25 - 8.20）
- 女王という名の貴公子　※通販限定CD+BOOK（2005.6.1）
- 道化師の舞曲 （2005.11.30）
- Cinderella Fantasy （2005.11.30）
- 雪恋詩 （2005.11.30）
- Cure February 2006 ※雑誌内付録CD　（2005.12.21）
- ドラマ／さくら （2006.1.30）
- JAN,23,2006,Acoustic Mini Live Event ※インストアアコースティックライブ参加者配布CD（2006.2.14）
- さくら2nd season（2006.3.18）
- LAST SONG（2007.5.9）

### アルバム
- BLUE ROMANCE 通販盤（1996.12.24）　店頭盤（1997.1.1）
- BLUE ROMANCE 〜優しい花たちの狂奏 （1997.9.7）
- LILLIE CHARLOTTE 会場限定（1998.9.27）　店頭盤（1998.10.1）オリコン週間チャート70位
- LILLIE CHARLOTTE within Metamorphose（2013.12.18）
- フィエルテの海と共に消ゆ 〜THE LAST OF ROMANCE〜 初回盤（2000.2.16）　通常盤（2000.2.23）オリコン週間チャート20位
- SCREAM （2000.11.1）
- VAMPIRE SCREAM ※通販限定（2000.11.1）
- ETUDE （2002.12.25）
- Reine de Fleur I （2003.3.26）
- Reine de Fleur II （2003.3.26）
- MAJESTY （2003.9.30）
- KNIGHT （2003.11.28）
- ETUDE -Platinum White- （2003.12.25）
- Orgel Best〜小さな世界〜　※応募特典CD（2004.2.12）
- PRINCESS （2004.3.31）
- Crystal Letos （2004.3.31）
- Never Cage 通常盤（2004.9.5）[2CD]※工場の生産トラブルにより店舗到着は9.25　限定盤※会場限定（2004.11.23）[DVD]　豪華盤（2004.11.26）[CD+DVD]
- Reincarnation 会場限定（2005.7.26 - ） 店頭販売（2005.8.31）
- カタログCD 会場限定（2005.8.5 - ）　店頭販売（2005.9.1）
- Tour "Through a Deep Forest" 2005 Original Sound Track（2005.8.31）
- Winter Romantic （2006.3.18）
- Imperial Concerto （2006.3.26）
- Deep Forest （2006.3.26）
- Fleur（2007.5.9）
- Ballad ※通販限定（2007.5.29）

### 映像作品
- Fleurir-mode estivale-　※配布（1998.8.1 - ）
- Fleurir-Le printemps-　※配布（1998.5.3）
- Chantons l'amour 〜リリーからの手紙〜 VT（1999.8.25） DVD（2000.3.23）
- フィエルテの海と共に消ゆ 〜FILM TRACKS〜 VT（2000.2.16） DVD（2000.3.23）
- Miss CARMILA [VT+ネックレス+楽譜+ヒストリーフォトブック]（2000.8.2）
- 再会のエチュード　※配布VT（2003.1.8 - 1.26）
- 再会の花　※配布VT（2003.3.26 5.17）
- TOUR“Scarlet Majesty”FINAL SHIBUYA AX （2004.4.1）
- Live Document Film in TOKYO KINEMA CLUB 通販盤VT（2004.6.28） 店頭盤DVD（2005.8.31）
- 復活から一年の軌跡　※FC限定VT（2004.7.1）
- ラレーヌ10周年記念　メモリアルDVD ※配布DVD （2005.3.26）
- Document Film Live at 2005.6.30 HOLIDAY SHIBAURA ※配布DVD（2005.6.30）
- KAMIJO in Vienna 会場販売（2005.7.19）　店頭販売（2005.8.31）
- Live Document Film in TOKYO KINEMA CLUB （2005.8.31）
- Making Clip 2005 ※通販限定DVD（2006.2）
- LEGEND OF FANTASY ※FC限定3DVD（2006.12）
- THE LAST OF ROMANCE I　※FC・通販限定DVD（2007.8）

### 参加作品
- VAMPIRE ROMANCE （2003.10.24 /31）
- Anamorphosis（2005.7.11 - ）
- Anamorphosis SPECIAL DVD　※配布DVD（2005.7.21）
- Graceful Playboys ※1st press（2006.8.5）　2nd press（2006.10.7）

## タイアップ一覧
| 使用年 | 曲名                   | タイアップ                                             |
| ------ | ---------------------- | ------------------------------------------------------ |
| 1999年 | Billet〜幼き夏の便箋〜 | TBS系『未来ナース'99』エンディングテーマ               |
| 1999年 | 冬東京                 | テレビ朝日系『サンデー・ジャングル』エンディングテーマ |

## Fleur
LAREINEのファンクラブ。